# Városliget (quartier)
Pour l’article homonyme, voir Városliget.
Városliget est un quartier situé dans le 14e arrondissement de Budapest. 